# FCRL5
Protein giống thụ thể Fc 5 (tiếng Anh: Fc receptor-like protein 5) là protein ở người được mã hóa bởi gen FCRL5. FCRL5 cũng được định danh với tên CD307 (cluster of differentiation 307, cụm biệt hóa 307).